# 크리미아 보스포러스

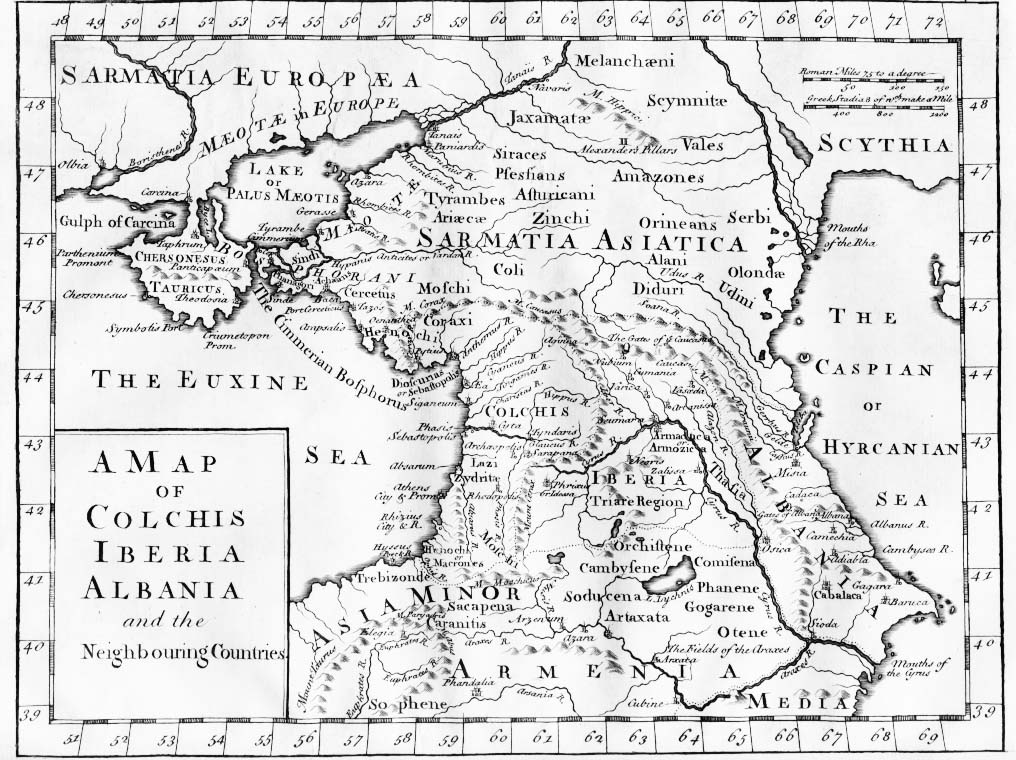
1770년, 런던에서 인쇄된 크리미아 보스포러스 지도

크리미아 보스포러스(라틴어: Cimmerius Bosporus)는 고대에는 케르치 해협의 옛 이름이며 흑해와 아조프해를 연결하고 있다. 크리미아인 (Cimmerii)은 고대에 이곳에 거주하던 민족으로 크리미아인들은 그들의 이름이 보스포러스에서 잘 알려진 그리스인들에 의해서 상기되었고 트라키아는 비잔티움의 아시아에서 분리되었다.
이 해협은 길이가 2.5 마일이고 넓이도 2.5 마일이었다. 크림반도의 자연적인 동쪽 확장으로 형성되었다. (고대에는 타우리카로 불림) 그리고 타만반도와 여러 종류별로 카프카스가 계속 형성되었다.

## 참조
- 본 문서에는 현재 퍼블릭 도메인에 속한 브리태니커 백과사전 제11판의 내용을 기초로 작성된 내용이 포함되어 있습니다.

## 같이 보기
- 케르치 해협
- 보스포러스 왕국